# Centúria Gastone Sozzi
La Centúria Gastone Sozzi fou una unitat comunista de voluntaris catalans i italians que, al començament de la Guerra Civil espanyola, acudiren a la defensa de Madrid, assetjada pels militars insurrectes.
A Barcelona, de fet, es formaren tres grups de voluntaris italians. El primer, molt reduït, marxà amb les primeres columnes de voluntaris catalans cap al front. Els altres dos donaren lloc a la Centúria Giustizia e Libertà, d'orientació anarquista tot i que dirigida pel socialista Carlo Rosselli i a la Centuria Gastone Sozzi, amb Gotardo Rinaldi i el capità Francesco Leone.
La centúria arribà a Madrid el 10 de setembre del 1936, integrada en la Columna Llibertat del PSUC i col·laborà amb el Cinquè Regiment en la defensa de la ciutat.
El nom de la unitat s'havia posat en record del comunista italià Gastone Sozzi, assassinat pels Camicie nere, d'orientació feixista.
La centúria s'integrà més tard al Batalló Garibaldi de voluntaris italians, enquadrat primer a l'XI i posteriorment a la XII Brigada Internacional.